# Matthias Müller (imprenditore)
Matthias Müller (Limbach-Oberfrohna, 9 giugno 1953) è un dirigente d'azienda e imprenditore tedesco, ex amministratore delegato (CEO) di Volkswagen AG dal 25 settembre 2015 al 12 aprile 2018, ex CIO e CEO Porsche ed è ex membro del consiglio di amministrazione di Porsche Automobil Holding SE.

## Biografia

### Origini e formazione
Matthias Müller è nato nel 1953 a Limbach-Oberfrohna, nella Germania dell'Est. Suo padre era un responsabile della corze presso MZ, l'ex stabilimento di produzione di biciclette e motociclette del gruppo Auto Union di Chemnitz (il gruppo che in seguito ha dato vita al marchio Audi, oggi filiale di Volkswagen AG). La sua famiglia si trasferì nella Germania occidentale nel 1955 ed è cresciuto in Baviera. Dopo essersi diplomato alla scuola di Ingolstadt nel 1973, Müller ha iniziato un apprendistato presso Audi, che ha completato nel 1977. Successivamente ha studiato ingegneria informatica presso l'Università di scienze applicate di Monaco.

## Carriera
Nel 1978 inizia gli studi universitari in informatica presso l'Università delle scienze applicate di Monaco e ottiene un impiego nel settore ancora emergente dell'informatica automobilistica integrata. 
Müller è tornato in Audi, assumendo una posizione dirigenziale nel reparto IT nel 1984. Dopo essere entrato nel reparto pianificazione nel 1993, Müller è diventato product manager per Audi A3; due anni dopo gli è stata assegnata la responsabilità generale della gestione del prodotto Audi. 
Dopo che Martin Winterkorn ha assunto la direzione di Audi, nel 2002 Müller è stato nominato coordinatore delle gamme di modelli Audi e Lamborghini. Nel 2007, Winterkorn è diventato capo del Gruppo VW e ha nominato Müller rappresentante generale, rendendolo poi responsabile della strategia di prodotto di VW, con responsabilità per tutti i marchi del Gruppo.
Nel 2007, Matthias Müller è entrato a far parte della sede centrale di Volkswagen a Wolfsburg come Responsabile della Strategia di Prodotto per il marchio Volkswagen, nominato dal Presidente del Consiglio di Gestione del Gruppo, Martin Winterkorn. Nel 2010 è stato nominato Presidente di Porsche, uno degli altri marchi del Gruppo.
Nel settembre 2015, Matthias Müller è stato nominato amministratore delegato del gruppo Volkswagen in seguito allo scandalo Volkswagen.
Matthias Müller ottiene un posto nel Consiglio di Amministrazione della casa madre (Volkswagen) come responsabile di Porsche AG.
Agli inizi di ottobre 2020 viene nominato presidente della Piech Automotive.